# Bogusław Nowicki
Bogusław Nowicki (ur. 19 kwietnia 1951 w Elblągu) – literat, autor tekstów kilkuset piosenek i utworów satyrycznych, kompozytor, wykonawca piosenki autorskiej, dziennikarz radiowy, występuje z koncertami zatytułowanymi PIOSENKI Z TEKSTEM, który to tytuł wymyślił dla swojej audycji w radiowej Trójce.

## Życiorys
Absolwent Wydziału Prawa Uniwersytetu Mikołaja Kopernika w Toruniu. Jako artysta – satyryk tworzył utwory ośmieszające i kontestujące schyłek socjalistycznej rzeczywistości, zdobywał nagrody na festiwalach (studenckie, opolskie) przy nieustannych utarczkach z cenzurą, aby po stanie wojennym ostatecznie otrzymać zakaz występów.
Autor ballad z kręgu piosenki autorskiej i literackiej, wokalista, wykonawca, kompozytor. Występował z sukcesami na przeglądach i konkursach studenckich, w tym m.in. Ogólnopolskiej Giełdzie Piosenki Turystycznej w Szklarskiej Porębie, Yapa i Bazuna. Jedna z jego najbardziej znanych piosenek z tego okresu to "Gawędziarze", "Przemijanie. Oprócz piosenek pisanych dla siebie, Bogusław Nowicki tworzy teksty dla innych artystów, śpiewających w najróżniejszych stylach.
Występował w programach telewizyjnych (m.in. krakowskie Spotkania z Balladą, Turnieje Kabaretowe, autorski recital "Ja i ten świat", reżyserii Pawła Karpińskiego), występy na festiwalach w Opolu, gdzie zdobył nagrodę za piosenkę „Teoretyrada" zaprezentowaną w pamiętnym kabaretonie „Ostry dyżur". Jak się później okazało, było to jedyne publiczne wykonanie tego utworu, natychmiast objętego zakazem prezentacji w mediach i na scenie.
W 1983 roku podjął pracę w Polskim Radiu, realizując autorskie audycje, m.in. „Piosenki z Tekstem”, wygłaszał felietony i recenzje teatralne. W tym czasie również tworzył Telewizję Kablową Kielce, będąc jednocześnie jej redaktorem naczelnym. Redagował i prowadził audycje w programach Polskiego Radia. Wcześniej, we współpracy z Telewizją Kraków realizował programy kabaretowe i rozrywkowe, w których brał udział.
W latach 2004–2008 Prezes Związku Polskich Autorów i Kompozytorów ZAKR, Sekretarz Polskiej Rady Muzyki powołany do Rady Pozarządowych Organizacji Kulturalnych przez Ministra Kultury Rzeczypospolitej Polskiej.
Od 2005 do chwili obecnej członek władz Stowarzyszenia Autorów ZAiKS, w latach 2005–2013 członek Zarządu Głównego, a w latach 2009–2013 Przewodniczący Sekcji Literackiej Stowarzyszenia. Od 2013 roku pełni funkcję Przewodniczącego Komisji Rewizyjnej Stowarzyszenia Autorów ZAiKS.
W 2010 wszedł w skład komitetu poparcia Jarosława Kaczyńskiego w wyborach prezydenckich.
W 2010 był wśród założycieli Stowarzyszenia Polska Jest Najważniejsza, w skład którego weszli niektórzy członkowie warszawskiego komitetu poparcia Jarosława Kaczyńskiego w wyborach prezydenckich.

## Dyskografia
- Ballady, 1995
- Oceany, 1999
- Wszystkiego nie przełkniesz, 2003
- Żeglarskie nastroje, 2004
- Dorota Lanton Jak balsam, 2008
- Optymizmu gram, 2009
- To, co pierwsze najważniejsze,2020